# Clans (Haute-Saône)
Clans ist eine Gemeinde im französischen Département Haute-Saône in der Region Bourgogne-Franche-Comté.

## Geographie
Clans liegt auf einer Höhe von 225 m über dem Meeresspiegel, etwa neun Kilometer westsüdwestlich von Vesoul (Luftlinie). Das Dorf erstreckt sich im zentralen Teil des Departements, leicht erhöht am westlichen Rand der Talniederung der Baignotte, am Westfuß der Höhen, die sich zwischen den Flusstälern von Saône und Ognon erheben.
Die Fläche des 4,37 km² großen Gemeindegebiets umfasst einen Abschnitt im Bereich des oberen Saônebeckens. Die östliche Grenze verläuft entlang der Baignotte, die mit mehreren Windungen durch eine Talniederung nach Norden zum Durgeon fließt. Vom Flusslauf erstreckt sich das Gemeindeareal westwärts über einen Hang, der durch mehrere Seitentälchen der Baignotte untergliedert ist, bis auf das angrenzende Plateau. Diese Hochfläche besteht aus tertiären Sedimenten. Landwirtschaftliche Nutzung herrscht hier vor, doch gibt es auch größere Waldflächen, darunter der Grand Bois im Westen und der Bois du Chânois im Süden. Hier wird mit 257 m die höchste Erhebung von Clans erreicht.
Nachbargemeinden von Clans sind Boursières im Norden, Velle-le-Châtel im Osten, Baignes und Raze im Süden sowie Aroz im Westen.

## Geschichte
Verschiedene Funde weisen darauf hin, dass das Gebiet bereits in gallorömischer Zeit besiedelt war. Im Mittelalter gehörte Clans zur Freigrafschaft Burgund und darin zum Gebiet des Bailliage d’Amont. Zusammen mit der Franche-Comté gelangte das Dorf mit dem Frieden von Nimwegen 1678 definitiv an Frankreich. Im 18. Jahrhundert hatten die Herren von Broissia und Bauffremont die Herrschaft über das Dorf inne. Heute ist Clans Mitglied des 22 Ortschaften umfassenden Gemeindeverbandes Communauté de communes des Combes. Clans besitzt keine eigene Kirche, es gehört zur Pfarrei Velle-le-Châtel.

## Sehenswürdigkeiten
Zu den Sehenswürdigkeiten des Ortes zählen ein Calvaire, der auf 1722 datiert ist, sowie mehrere Brunnen aus dem 19. Jahrhundert.

## Bevölkerung
| Jahr                       | 1962 | 1968 | 1975 | 1982 | 1990 | 1999 |
| Einwohner                  | 114  | 92   | 90   | 100  | 120  | 119  |
| Quellen: Cassini und INSEE |      |      |      |      |      |      |

Mit 106 Einwohnern (1. Januar 2022) gehört Clans zu den kleinsten Gemeinden des Département Haute-Saône. Nachdem die Einwohnerzahl in der ersten Hälfte des 20. Jahrhunderts deutlich abgenommen hatte (1881 wurden noch 196 Personen gezählt), wurden seit Beginn der 1960er Jahre nur noch geringe Schwankungen verzeichnet.

## Wirtschaft und Infrastruktur
Clans war bis weit ins 20. Jahrhundert hinein ein vorwiegend durch die Landwirtschaft (Ackerbau, Obstbau und Viehzucht) und die Forstwirtschaft geprägtes Dorf. Außerhalb des primären Sektors gibt es nur wenige Arbeitsplätze im Ort. In den letzten Jahrzehnten hat sich das Dorf zu einer Wohngemeinde gewandelt. Viele Erwerbstätige sind deshalb Wegpendler, die in der Agglomeration Vesoul ihrer Arbeit nachgehen.
Der Ort liegt abseits der größeren Durchgangsachsen an einer Departementsstraße, die von Vesoul nach Fresne-Saint-Mamès führt. Eine weitere Straßenverbindung besteht mit Boursières.